# Championnats d'Europe de gravel
Les championnats d'Europe de gravel sont des compétitions de gravel organisées par l'Union européenne de cyclisme. L'épreuve fait partie du calendrier des UCI Gravel World Series.

## Organisation
La première édition se déroule en 2023 à Oud-Heverlee en Belgique. Le parcours est de 159 km pour les hommes et 131 km pour les femmes. Elle fait également office de Championnat de Belgique.

## Éditions
| Année | Lieu         | Distance Élites | Distance Élites |
| Année | Lieu         | Hommes          | Femmes          |
| ----- | ------------ | --------------- | --------------- |
| 2023  | Oud-Heverlee | 159 km          | 131 km          |
| 2024  | Asiago       | 153 km          | 102 km          |
| 2025  | Avezzano     |                 |                 |
| 2026  | Houffalize   |                 |                 |
| 2027  | Lahti        |                 |                 |
| 2028  | Silkeborg    |                 |                 |

## Palmarès élites

### Hommes
| Édition | Or                 | Argent      | Bronze          |
| ------- | ------------------ | ----------- | --------------- |
| 2023    | Jasper Stuyven     | Tim Merlier | Paul Voss       |
| 2024    | Martin Stošek (en) | Toby Perry  | Jenno Berckmoes |

### Femmes
| Édition | Or            | Argent         | Bronze              |
| ------- | ------------- | -------------- | ------------------- |
| 2023    | Lorena Wiebes | Fem van Empel  | Elena Cecchini      |
| 2024    | Sina Frei     | Silvia Persico | Alice Maria Arzuffi |

## Tableau des médailles
Après l'édition 2024
| Rang  | Nation          | Or | Argent | Bronze | Total |
| ----- | --------------- | -- | ------ | ------ | ----- |
| 1     | Belgique        | 1  | 1      | 1      | 3     |
| 2     | Pays-Bas        | 1  | 1      | 0      | 2     |
| 3     | Tchéquie        | 1  | 0      | 0      | 1     |
| 3     | Suisse          | 1  | 0      | 0      | 1     |
| 5     | Italie          | 0  | 1      | 2      | 3     |
| 6     | Grande-Bretagne | 0  | 1      | 0      | 1     |
| 7     | Allemagne       | 0  | 0      | 1      | 1     |
| Total | Total           | 4  | 4      | 4      | 12    |